# دیر، بحرین
الدیر، بحرین (عربی: الدير) روستایی در بحرین است که در شمال جزیره محرق واقع شده است.
شغل اهالی کشاورزی و ماهی‌گیری است محصول اصلی آن نیز خرما است.